# Olafur Eliasson
Olafur Eliasson (Copenhague, 1967) es un artista danés conocido por sus esculturas e instalaciones a gran escala, realizadas con materiales como la luz y el agua, y por sus juegos con elementos como la temperatura del aire para sorprender al espectador. En 1995 estableció Studio Olafur Eliasson en Berlín, un laboratorio para la investigación del espacio (análisis de perspectivas, dimensiones, volúmenes, etc.). En 2003 Olafur representó a Dinamarca en la edición número 50 de la Bienal de Venecia; ese mismo año instaló The Weather Project en la Turbine Hall del Tate Modern en Londres.
Olafur ha participado en distintos proyectos realizados en espacios públicos, incluyendo su intervención Green River, llevada a cabo en varias ciudades entre 1998 y 2001. Con el arquitecto noruego Kjetil Thorsen diseñó el pabellón de 2007 de la Serpentine Gallery, una galería londinense que cada año encarga a un estudio de arquitectura de fama internacional la creación de un pabellón temporal como marco para otras actividades culturales. En 2008 montó The New York Waterfalls, obra encargada por el Fondo de Arte Público.

## Vida y carrera

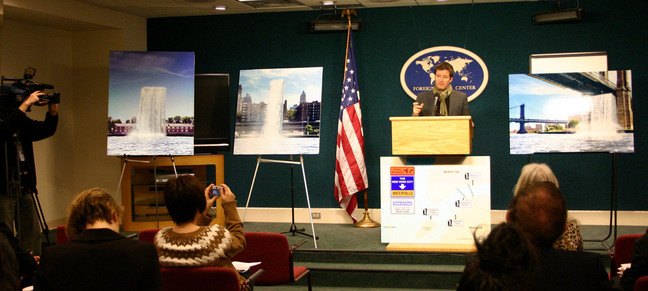
Olafur Eliasson hablando de su exhibición The New York City Waterfalls.

### Primeros años y educación
Olafur Eliasson nació en Copenhague en 1967, hijo de Elías Hjörleifsson e Ingibjörg Olafsdottir. Sus padres habían emigrado desde Islandia en 1966; su padre era cocinero y su madre costurera. Cuando Olafur tenía ocho años sus padres se separaron, por lo que comenzó a vivir con su madre y su padrastro, un corredor de bolsa. Elías Hjörleifsson, ahora artista, regresó a Islandia, en donde Olafur solía pasar las vacaciones.
A los 15 años, Eliasson presentó su primera exposición individual, donde exhibió dibujos de paisajes en una pequeña galería alternativa en Dinamarca. Sin embargo, Olafur considera su participación en grupos de breakdance, a mediados de la década de 1980, su primera expresión artística. Más tarde, junto a dos de sus amigos, formó un grupo musical llamado The Harlem Gun Crew, con el que tocaría en clubes durante cuatro años.
En 1987, el abuelo paterno de Olafur se suicidó; como consecuencia ese mismo año, el padre de Olafur, que se había vuelto a casar, fue hospitalizado por alcoholismo. Olafur regresó a Islandia para ayudar a cuidar a su media hermana de dos años de edad, Anna Viktoria; fue entonces cuando decidió comenzar su formación en la Real Academia Danesa de Bellas Artes, donde estudiaría desde 1989 hasta 1995. En 1990, gracias a una concesión de la Real Academia Danesa, Olafur partió a Nueva York donde comenzó a leer textos sobre fenomenología y psicología de la Gestalt y a trabajar como asistente para el artista Eckhart en Williamsburg, Brooklyn.

### Carrera artística
Olafur recibió el título de la academia en 1995, después de haberse trasladado (en 1993) a Colonia por un año y luego a Berlín, donde estableció su estudio. En primera instancia, el estudio fue ubicado en una antigua estación de tren justo all lado de Hamburger Bahnhof; después, en 2008, se trasladó a una antigua fábrica de cerveza en Prenzlauer Berg.
En 1996, Olafur comenzó a trabajar con Einar Thorsteinn, un arquitecto experto en geometría y amigo de Buckminster Fuller. La primera pieza que crearon juntos fue llamada 8900054, una cúpula de acero inoxidable de 9.14 metros de ancho y 2.13 metros de altura, diseñada para ser vista como si estuviera creciendo desde el suelo; la ilusión está bien lograda y la pieza parece tener mucho mayor desarrollo y estructura bajo la superficie. El conocimiento de Thorsteinn de la geometría y el espacio se ha integrado en la producción artística de Olafur, apareciendo, a menudo, en sus pabellones, túneles y proyectos de cámara oscura.
Para muchos proyectos, Olafur ha trabajado en colaboración con especialistas en diversos campos, entre ellos los arquitectos Thorsteinn y Sebastian Behmann (colaboradores frecuentes), el autor Svend Åge Madsen (The Blind Pavilion), el arquitecto paisajista Gunther Vogt (The Mediated Motion), el arquitecto teórico Cedric Price (Chaque matin je me sens différent, chaque soir je me sens le même), y el arquitecto Kjetil Thorsen (Serpentine Gallery Pavilion, 2007). Hoy, el Estudio Olafur Eliasson es un laboratorio de investigación sobre el espacio que emplea a un equipo de 30 arquitectos, ingenieros, artesanos y ayudantes que trabajan juntos para conceptualizar, probar y construir instalaciones, esculturas y proyectos a gran escala por encargo.
Como profesor de la Universidad de las Artes de Berlín, Olafur Eliasson fundó el Instituto de Experimentos Espaciales (Institut für Raumexperimente, IfREX), inaugurado en su estudio en abril de 2009.

## Obras y proyectos

### Ventilator
Una de las primeras obras de Olafur consistió en ventiladores eléctricos oscilantes colgando del techo. Ventilator (1997) fue un conjunto de ventiladores balanceándose en distintas direcciones y girando sobre su propio eje. Quadrible light ventilator mobile (2002-2007) comprende un reflector y cuatro ventiladores soplando aire alrededor de la sala de exposiciones mientras escanea todo con un cono de luz.

### The weather project

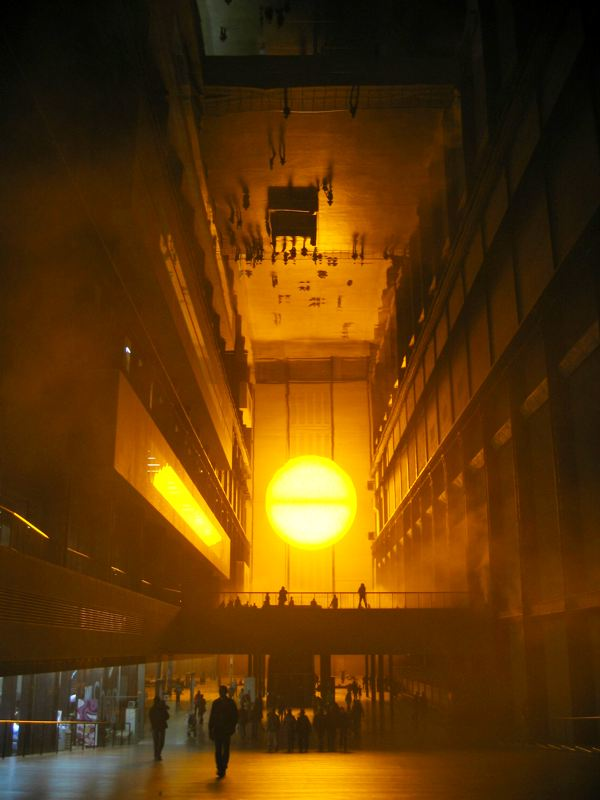
The weather project en el Tate modern.

The weather project (El proyecto del clima) fue instalado en el Tate Modern de Londres en 2003 como parte de la popular Serie Unilever. La instalación ocupó la galería Turbine Hall.
Olafur utilizó humidificadores para crear una fina niebla mediante una mezcla de azúcar y agua, otro de los elementos fue un disco compuesto por cientos de lámparas monocromáticas irradiando luz amarilla. El techo de la sala estaba cubierto con un enorme espejo, en el cual los visitantes podían verse como pequeñas sombras negras contra una masa de luz naranja. Muchos visitantes se acostaban o agitaban sus manos y piernas; el crítico de arte Brian O'Doherty describió esto como espectadores "intoxicados con su propio narcisismo, sintiéndose elevados al cielo". Abierta durante seis meses, la obra atrajo a dos millones de visitantes, muchos de los cuales repetían la experiencia. O'Doherty fue positivo sobre la pieza en Frieze magazine (2003), diciendo que era "la primera vez que había visto un espacio enormemente triste, un ataúd de un gigante, socializado de una manera efectiva".

### Instalaciones con luces
Olafur ha desarrollado diversos experimentos con la densidad atmosférica en espacios expositivos. Room For One Colour (1998) era un pasillo iluminado por tubos de mono-frecuencia amarilla, los participantes se encontraban en una habitación llena de luz que afectaba la percepción de todos los demás colores. Otra instalación, 360 degrees Room For All Colours (2002), es una escultura redonda donde los espectadores pierden su sentido del espacio y la perspectiva, experimentando el ser subsumido por una luz intensa. La más reciente instalación de Olafur, Din blinde passager (Your blind passenger) (2010), encargada por el Museo Arken de Arte Moderno, es un túnel de 90 metros de largo. Al entrar en el túnel, el visitante se encuentra rodeado por la niebla densa. Con una visibilidad de tan solo 1.5 metros, deben utilizar otros sentidos para orientarse en relación con su entorno. Para Feelings are facts, la primera colaboración de Olafur con el arquitecto Yansong Ma, así como su primera exposición en China, en la galería Ullens Center for Contemporary Art, Olafur introdujo bancos niebla producida artificialmente y cientos de luces fluorescentes se instalaron en el techo como una red de zonas rojas, verdes y azules.

### Green River
En 1998, Olafur descubrió que el uranin, un polvo no tóxico fácilmente disponible utilizado para rastrear las fugas en los sistemas de plomería, podría teñir ríos enteros de verde fluorescente. Olafur llevó a cabo una prueba en el río Spree, en la Bienal de Berlín de 1998, esparciendo un puñado de polvo desde un puente cerca de Isla de los Museos. Comenzó a introducir el tinte ecológico y seguro a los ríos en Moss, Noruega (1998), Bremen (1998), Los Ángeles (1999), Estocolmo (2000) y Tokio (2001), siempre sin previo aviso.

### Fotografías de Islandia
En intervalos regulares, Olafur presenta varias fotografías a color, todas tomadas en Islandia. Cada grupo de imágenes se centra en un solo tema: volcanes, aguas termales o chozas aisladas en el desierto. En su primera serie trató de fotografiar todos los puentes del país. Una serie posterior, en 1996, documentó las consecuencias de una erupción volcánica bajo el Vatnajökull. A menudo, sus fotografías son tomadas desde el aire, en un pequeño avión alquilado tradicionalmente utilizado por cartógrafos. Dispuestas en una cuadrícula, las fotografías recuerdan imágenes de los fotógrafos alemanes Bernd y Hilla Becher.

### Your black horizon
Este proyecto, una instalación de luz encargada para la Bienal de Venecia en el Museo Thyssen-Bornemisza Art Contemporary, en colaboración con el arquitecto británico David Adjaye, se mostró desde el 1 de agosto hasta el 31 de octubre de 2005 en la isla de San Lazzaro, cerca de Venecia, Italia. Un pabellón temporal se construyó en los terrenos del monasterio para albergar la exposición, que constaba de una habitación cuadrada pintada de negro con una fuente de iluminación, una línea delgada y continua de luz puesta en las cuatro paredes de la habitación a nivel del ojo, sirviendo como una división horizontal entre la parte de arriba y la de abajo. En junio del 2007 y hasta octubre del 2008, el pabellón se reabrió en la isla de Lopud, Croacia, cerca de la ciudad de Dubrovnik.

### Your mobile expectations: BMW H2R project
En 2007 Olafur fue comisionado por BMW para crear el decimosexto Art Car para el BMW Art Car Project. Basándose en el vehículo BMW H2R con motor de hidrógeno, Olafur y su equipo retiraron el cuerpo del automóvil y lo reemplazaron con un nuevo marco hecho de barras de acero y malla. Las capas de hielo se crearon mediante la pulverización de aproximadamente 530 galones de agua durante un período de varios días. En la exhibición, la escultura congelada se ilumina desde dentro. Your mobile expectations: BMW H2R project estuvo en exhibición especial, rodeada de un ambiente de temperatura controlada en San Francisco Museum of Modern Art durante 2007 y 2008 y en Pinakothek der Moderne, Múnich en 2008.

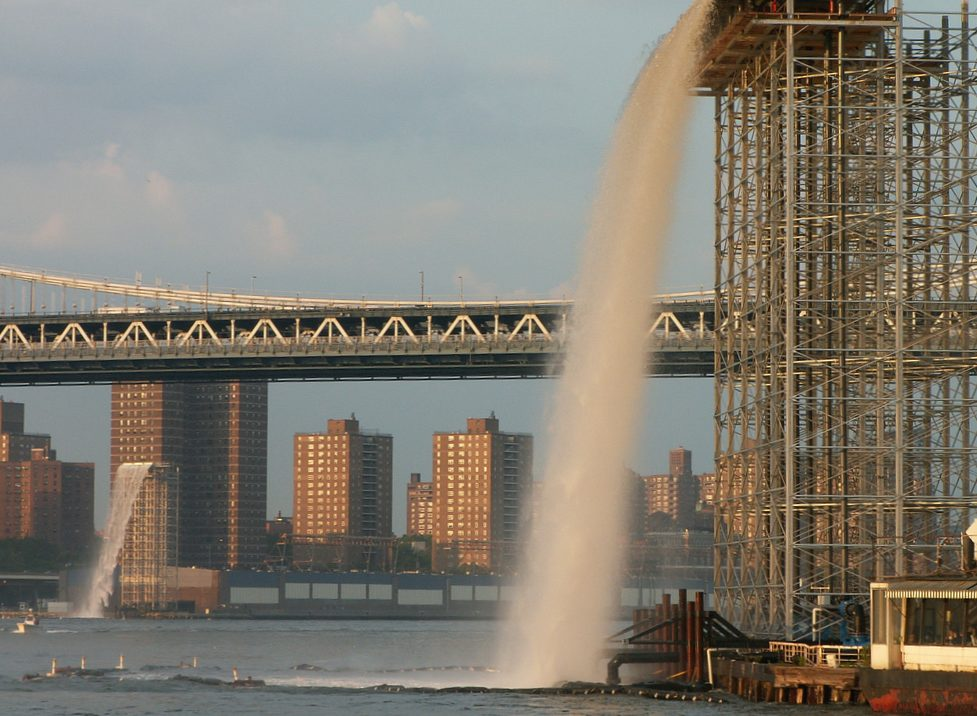
Cascada bajo el Puente Brooklyn. El puente en el fondo es Manhattan Bridge

### The New York City Waterfalls
El Fondo de Arte Público encargó a Olafur crear cuatro cascadas artificiales, llamada New York City Waterfalls la obra tiene una altura de 90 a 120 pies, estuvo instalada en el puerto de Nueva York. La instalación estuvo del 26 de junio al 13 de octubre de 2008. Con $15.5 millones de presupuesto, ha sido el proyecto de arte público más caro desde la instalación Christo y Jeanne-Claude en las puertas de Central Park.

### The Parliament of Reality
Terminada el 15 de mayo de 2009, esta escultura se sitúa permanentemente en el Bard College, Annandale-on-Hudson, Nueva York. La instalación se basa en el parlamento islandés original, el Althing, uno de los primeros foros democráticos del mundo. El artista concibe el proyecto como un lugar donde los estudiantes y visitantes puedan reunirse para relajarse o discutir ideas. "El parlamento de la Realidad" enfatiza a la negociación como el centro de cualquier esquema educativo.
La isla artificial está rodeada por un lago circular de 30 ft., 24 árboles y algunas hierbas silvestres. La isla de 100 ft. está hecha de piedra azul, posee un patrón que asemeja una brújula (sobre la base de líneas meridianas y cartas de navegación) en la parte superior y tiene 30 rocas que crean una zona al aire libre para estudiantes y público en general. La isla se une a tierra por un puente de acero inoxidable de 20 pies de largo, creando el efecto de entrar a un escenario. Las ranas se reúnen en la isla a menudo creando una agradable sinfonía.

### Colour experiment paintings(2009-)
Para su serie Colour experiment paintings, que comenzó en 2009, Olafur analizó pigmentos, producción y aplicación del color y de la pintura con el fin de realizar una mezcla exacta para cada nanómetro del espectro de luz visible. En 2014, Olafur analizó siete pinturas de J. M. W. Turner para crear Turner colour experiments, que reúnen el uso de luz y color que Turner realizaba.

### Harpa
Olafur diseñó la fachada de Harpa, en Reikiavik, una sala de conciertos y centro de conferencias terminada en 2011. En colaboración con su estudio y Henning Larsen Architects, los diseñadores del edificio, Olafur diseñó una fachada única con grandes ladrillos y un módulo de doce caras en acero y cristal. La fachada refleja la vida de la ciudad y la luz es sus diferentes momentos debido a los movimientos del sol y al tiempo. Durante la noche, los ladrillos de vidrio están iluminados por luces LED de colores. El edificio fue inaugurado el 13 de mayo de 2011.

### Your rainbow panorama

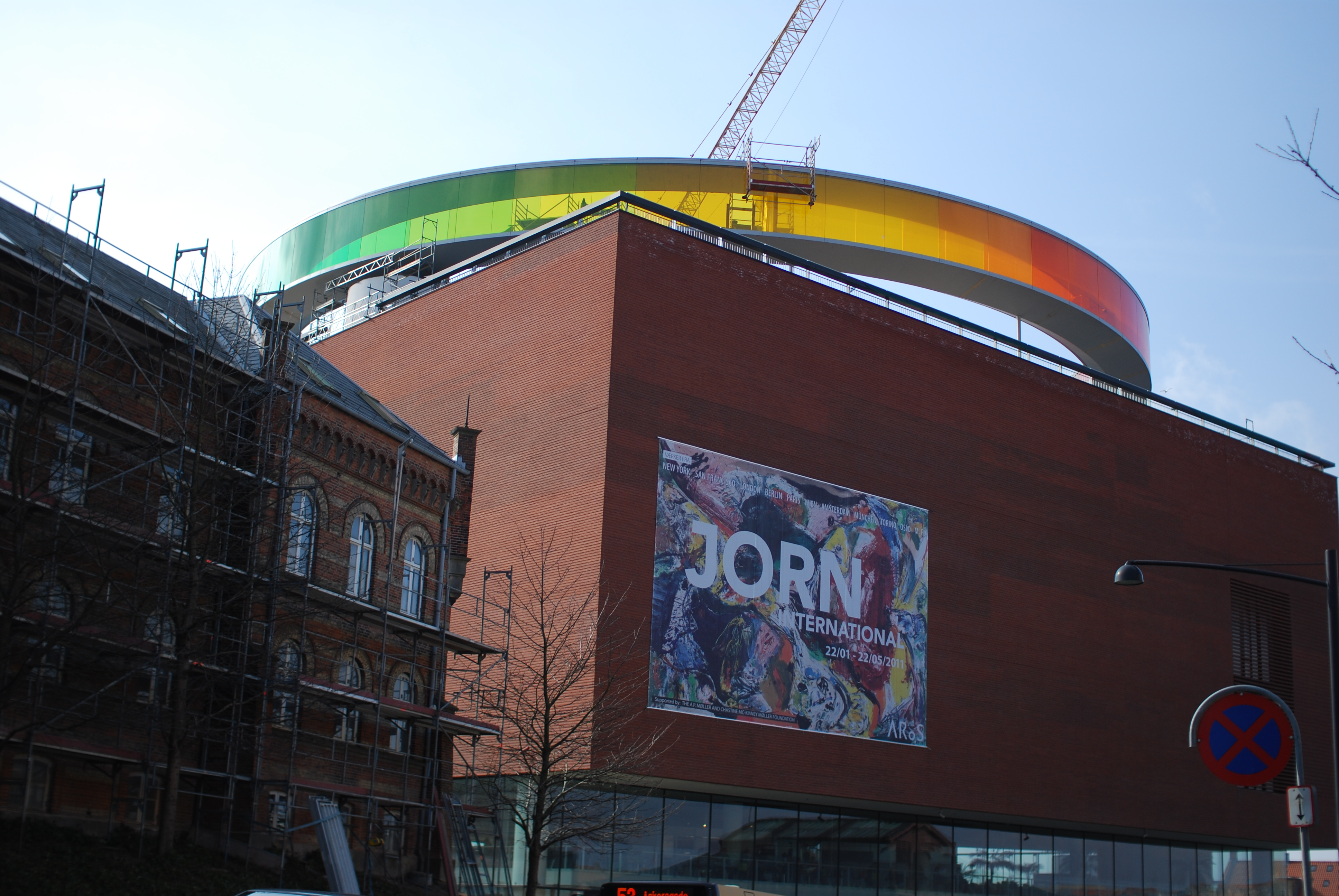
Your rainbow panorama en ARoS, Aarhus.

Su obra Your Rainbow Panorama consiste en un pasillo circular de vidrio con todos los colores del espectro. La obra tiene un diámetro de 52 metros y está montada a 3.5 metros sobre columnas en la parte superior del techo del ARoS Aarhus Kunstmuseum en Aarhus. Abrió sus puertas en mayo de 2011. Los visitantes pueden caminar por el pasillo y tener una vista panorámica de la ciudad.
La construcción costó 60 millones de coronas danesas y fue financiado por la fundación Realdania.
La idea de Olafur fue elegida en 2007, de entre otras cinco propuestas en un proceso de licitación por un panel de jueces. Por la noche, la obra se ilumina desde el interior mediante focos en el suelo.

### Moon
En noviembre del 2013, durante "Falling Walls Conference", Olafur presentó, junto al artista Ai Weiwei conectado vía web desde Pekín, su colaboración Moon, una plataforma digital abierta que permite a los usuarios dibujar en una enorme réplica de la luna a través de su navegador web. La plataforma es una declaración pro libertad de expresión y colaboración creativa.

### Contact
A partir del 17 de diciembre de 2014 al 23 de febrero de 2015 en Fondation Louis Vuitton, París. Las obras se presentan como una secuencia de eventos a lo largo de un viaje. Moviéndose a través de conductos e instalaciones amplias, los visitantes se convierten en parte de una coreografía de oscuridad, luz, geometría y reflexiones. Durante el camino, dispositivos ópticos, modelos y un meteorito reflejan las investigaciones (aún en curso) de Olafur acerca de los mecanismos de la percepción y la construcción del espacio.

### Otros proyectos
En 2005, Olafur y el fabricante de violines Hans Johannsson trabajaron en el desarrollo de un nuevo instrumento, con el objetivo de reinterpretar la música de los siglos XVII y XVIII utilizando tecnología y estética visual contemporáneas.
En 2006, por encargo de Louis Vuitton, una obra con lámparas titulada Eye See You fue instalada en las vitrinas navideñas de las tiendas; una de las lámparas quedó en exhibición permanente en la tienda de la Quinta Avenida en Nueva York. La obra constaba de 400 elementos, cada uno compuesto de una fuente de luz monofrecuente y un espejo parabólico. Todas las ganancias del proyecto fueron donadas a 121Ethiopia.org, una fundación de caridad creada por Olafur y su esposa para la renovación de un orfanato.
En 2007, Olafur diseñó el escenario para Phaedra, una producción de la Ópera Estatal de Berlín.
Junto a las firmas James Corner Field Operations (arquitectura de paisaje) y Diller Scofidio + Renfro, Olafur diseñó el parque High Line en Nueva York. Olafur participaría en la creación de una obra al aire libre para los Juegos Olímpicos de Verano 2012; sin embargo, su proyecto Take A Deep Breath con un costo de 1 millón de libras, que involucraba la grabación de personas respirando, fue rechazado debido a problemas de financiación.
En 2012 Olafur y el ingeniero Frederik Ottesen fundaron Little Sun, una empresa productora de lámparas LED con energía solar.
Según se tiene por acreditado, el Centro de Arte Hortensia Herrero,  en Valencia (España),  dispone, por encargo de la fundadora del mismo, una obra site-specific para dicho Centro. 
Para ello se le ofreció al Sr. Elianson  un pasillo situado en la segunda planta que desemboca en una pequeña sala sin salida, por lo que el visitante tiene que volver sobre sus pasos. Eliasson diseñó un tunel, al que tituló Tunnel for unfolding time (Túnel para desplegar el tiempo), en el que el visitante puede contemplar 1035 piezas de cristal, cada una con un tamaño y un diseño diferente y con todos los colores del arco iris pero al volver la vista atrás lo único que puede ver es un túnel negro. Tal y como explica el propio Eliasson, “hice un túnel para el Museo de Arte Moderno de San Francisco llamado One Way Tunnel, que es, en cierto modo, la primera semilla de las ideas de este túnel. Este de aquí es más ambicioso y creo que mucho más evolucionado en cuanto a cómo alberga o acoge a la gente. No diría que es más generoso en ese sentido, pero tiene más que ofrecer. Es más denso, y esta idea de que, cuando lo atraviesas, como que se abre, significa que tal vez se está estirando más. Y luego juega con esta idea de que es muy diferente según el camino que tomes».  Vid. https://www.cahh.es/obras/tunnel-for-unfolding-time/

## Exposiciones
Olafur presentó su primera exposición individual con Nicolaus Schafhausen en Colonia en 1993, antes de trasladarse a Berlín en 1994. En 1996, Olafur expuso por primera vez en Estados Unidos en la Galería Tanya Bonakdar. El San Francisco Museum of Modern Art (Museo de Arte Moderno de San Francisco) organizó la primera gran presentación de Olafur en Estados Unidos: Take Your Time: Olafur Eliasson, abierta del 10 de septiembre de 2007 al 24 de febrero de 2008; la exhibición fue organizada por la directora del Museo de Arte Contemporáneo de Chicago, Madeleine Grynsztejn (entonces Elise S. Haas, curadora de pintura y escultura del SFMOMA), dicha presentación expandiría la carrera de Olafur de 1993 y hasta 2007.
La exposición incluía instalaciones específicas, entornos inmersivos a gran escala: escultura, fotografía y obras especiales vistas como una sucesión de habitaciones y pasillos. El puente de luz del museo se convirtió en una instalación llamada One-way colour tunnel. Después de su debut en San Francisco, la exposición se embarcó en una gira internacional para el Museo de Arte Moderno, el PS1 Contemporary Art Center, Nueva York (2008), el Museo de Arte de Dallas, Texas (2008-09), el Museo de Arte Contemporáneo de Chicago (2009) y el Museo de Arte Contemporáneo de Sídney (2009-10).
Olafur ha tenido, también, importantes exposiciones individuales en Kunsthaus Bregenz, Musée d'Art Moderne, París, ZKM (Centro de Arte y Medios de Comunicación), Karlsruhe (2001), Schirn Kunsthalle, Frankfurt (2004); Hara Museum of Contemporary Art, Tokio (2006); el Museo de Arte Contemporáneo de Kanazawa, Ishikawa (2009); el Martin-Gropius-Bau, Berlín (2010) y la Fundación Langen, Museumsinsel Hombroich, Neuss (2015). Eliasson, también, ha aparecido en numerosas exposiciones colectivas, incluyendo la Bienal de São Paulo, de Estambul (1997), de Venecia (1999, 2001 y 2005) y el Carnegie International (1999).
En 2019, la prestigiosa galería Tate Modern de Londres dedica una exposición individual a la obra de Eliasson en la que se presentan obras nunca antes vistas en el Reino Unido. El artista también ha creado un menú para la ocasión, inspirado en platos que cocina en su estudio de Berlín.

## Colecciones
La obra de Olafur está presente en colecciones públicas y privadas como el Solomon R. Guggenheim Museum en Nueva York, el Museo de Arte Contemporáneo de Los Ángeles y la Fundación Deste en Atenas.
En España, La colección de la empresaria Hortensia Herrero, expuesta en el Centro de Arte Hortensia Herrero en Valencia cuenta con grandes instalaciones de Olafur Eliasson: Además, de Tunnel for unfolding time (Túnel para desplegar el tiempo) presenta Your accountability of presence (2021), una obra en la línea de la titulada Your uncertain shadow (Colour) (2010), que Hortensia Herrero tuvo ocasión de contemplar en la exposición que la Tate Modern le dedicó en 2019. En estas dos últimas instalaciones, los visitantes ven proyectadas sus siluetas sobre la pared en muy diversos colores creando todo un juego óptico en el que el movimiento cobra un gran protagonismo. Otras obras de Olafur Eliasson presentes en la colección son The Space Before the Idea (Blue) y The Round Corner (18 °).

## Reconocimientos
La obra The Spiral Pavilion, creada en 1999 para la Bienal de Venecia, y en la actualidad exhibida en Kunsthalle Bielefeld, dio a Olafur el Premio Benesse de Benesse Corporation. En 2004, Olafur ganó el Premio Nykredit de Arquitectura y la Medalla Eckersberg por pintura. En 2005 fue galardonado con la Medalla Príncipe Eugen por escultura y en 2006 con Crown Prince Couple's Culture Prize. En 2007, fue galardonado con el primer Premio Joan Miró de la Fundación Joan Miró.
En 2010, Olafur ganó el Premio Quadriga, sin embargo regresó el reconocimiento un año más tarde al enterarse de que Vladímir Putin sería galardonado en 2011. En octubre del 2013, fue honrado con el Goslarer Kaiserring. Ese mismo año, Olafur y Henning Larsen Architects ganaron el Premio Mies van der Rohe por Harpa Hall and Conference Center en Reikiavik, Islandia.
En 2014, Olafur fue ganador del premio Eugene McDermott de Artes en el MIT (Instituto de Tecnología de Massachusetts); el premio se considera una inversión para el futuro trabajo creativo del artista, no un premio por proyecto o logro en particular. El adjudicatario se convierte en un artista residente del MIT, estudiando y enseñando durante un período de tiempo.
En junio del 2013, de visita en Alemania, el presidente de Islandia, Ólafur Ragnar Grímsson, conoció el estudio Eliasson en Berlín.
El documental del cineasta brasileño Karim Ainouz, Domingo, grabado desde su encuentro con Olafur durante el decimoséptimo Festival Videobrasil, se estrenó a nivel mundial en el Festival Internacional de Cine de Río de Janeiro en 2014, el DVD fue lanzado en el transcurso de 2015.

## Mercado artístico
Olafur está representado por Tanya Bonakdar Gallery en Nueva York (desde 1996), la Galería Koyanagi en Tokio, PKM Gallery en Seúl y Pekín, y Neugerriemschneider en Berlín (desde 1994).

## Vida privada
Olafur está casado con la historiadora de arte danesa Marianne Krogh Jensen, a quien conoció durante la creación del Pabellón danés para la Bienal de São Paulo de 1997. Adoptaron a sus dos hijos: a su hijo en 2003 y a su hija en 2006 en Addis Abeba, Etiopía. La familia vive en una casa diseñada por el arquitecto Andreas Lauritz Clemmensen en Hellerup, cerca de Copenhague; Olafur viaja comúnmente a Berlín. Eliasson habla islandés, danés, alemán e inglés.